# Las Barreras (Bolivia)
Las Barreras es una localidad en las tierras bajas de Bolivia, al este del país. Administrativamente se encuentra en el municipio de Warnes de la provincia Warnes en la parte occidental del departamento de Santa Cruz. La localidad se encuentra a una altitud de 326 m s. n. m. siete kilómetros al este del río Piraí, que fluye hacia el norte, 18 km sobre la desembocadura del río Guendá.
Los pueblos más cercanos son Azusaqui, Juan Latino y Naranjal Don Bosco.

## Geografía
Las Barreras se encuentra en el clima húmedo tropical en el borde oriental de la Cordillera Oriental de la cordillera de los Andes. La región estaba cubierta por bosques secos chiquitanos antes de la colonización, pero ahora es mayormente tierra cultivada.
La temperatura promedio promedio en la región es de poco menos de 24 °C, los valores mensuales varían entre 20 °C en junio/julio y 26 °C de noviembre a febrero. La precipitación anual es de unos 1300 mm, la precipitación mensual es abundante y oscila entre los 35 mm en agosto y los 200 mm en enero.

## Transporte
Las Barreras se ubica a 38 kilómetros por carretera al norte de Santa Cruz de la Sierra, la capital departamental, y a 15 kilómetros al sur de la ciudad de Montero.
La Ruta 4, de 1.657 km de longitud, que atraviesa el país de oeste a este, pasa por Las Barreras, desde Tambo Quemado en la frontera con Chile hasta Puerto Suárez en la frontera con Brasil. Viniendo desde el oeste, el camino pasa por Cochabamba, Villa Tunari y Montero hasta Warnes, y luego por Santa Cruz de la Sierra y Roboré hasta Puerto Suárez y cruza la frontera hacia Corumbá, en Brasil.
Siete kilómetros al norte de Warnes, un camino de tierra se bifurca de la Ruta 4 hacia el este y después de un kilómetro llega a Las Barreras.

## Demografía
La población de la localidad casi se ha cuadruplicado en las últimas dos décadas:
| Año  | Habitantes | Fuente |
| ---- | ---------- | ------ |
| 1992 | 762        | Censo  |
| 2001 | 1 157      | censo  |
| 2012 | 2 891      | censo  |